# Дібровка (колійний пост)
Дібро́вка — зупинний пункт (до модернізації автоблокування — колійний пост) Одеської дирекції Одеської залізниці на лінії Слобідка — Побережжя.
Розташоване в селі Дібрівка Подільського району Одеської області між станціями Борщі (2 км) та Слобідка (6 км).
На платформі зупиняються приміські поїзди Вапнярка — Одеса (крім однієї прискореної пари) та ранковий потяг із 3 плацкартних вагонів «Слобідка — Подільськ», що підвозить робочі зміни до станції Подільськ.